# Zvonice v Hostěnicích
Zvonice stojí v obci Hostěnice v okrese Brno-venkov. Je chráněna jako kulturní památka ČR.

## Historie
Zvonička stojí u silnice II/383. Byla postavena v roce 1877 v klasicistním stylu. Do zvonového patra byl zavěšen zvon ulitý zvonařem Martinem Weberem. V roce 1988 byla zvonice opravována a při té příležitosti bylo ruční zvonění nahrazeno elektrickým s časovým spínačem. Další oprava proběhla v roce 2001. Při opravě v roce 2015 byl nainstalován lineární pohon zvonu.

## Popis
Zvonice je samostatně stojící zděná stavba z cihel, postavená na půdorysu čtverce. Boční stěny mají dvě kruhová okna nad sebou, vstupní vchod je pravoúhlý. Fasáda je členěna lizénami. Zvonové patro má menší čtvercový půdorys, je členěno lizénami a okapovou římsou. V každé straně je prolomeno jedno okno s půlkulatým záklenkem. Zvonové patro má stanovou střechu krytou taškami a ukončenou makovicí s trojramenným křížem.